# Carbonado (Washington)
Carbonado je gradić u američkoj saveznoj državi Washington. Prema popisu stanovništva iz 2010. u njemu je živjelo 610 stanovnika.